# 4e régiment de chasseurs
Das vormalige Régiment de Nancré dragons – aktuell 4e régiment de chasseurs (4e RC – 4. Jägerregiment) – ist ein französisches Regiment, das 1675 als Dragonerregiment aufgestellt wurde. Es ist heute ein Verband leichter Kavallerie. Das Regiment steht im aktiven Dienst und ist das gepanzerte Regiment der 27e brigade d’infanterie de montagne (27. Gebirgsinfanteriebrigade) in Varces. Die Angehörigen des Regiments tragen das Barett der Gebirgstruppe.

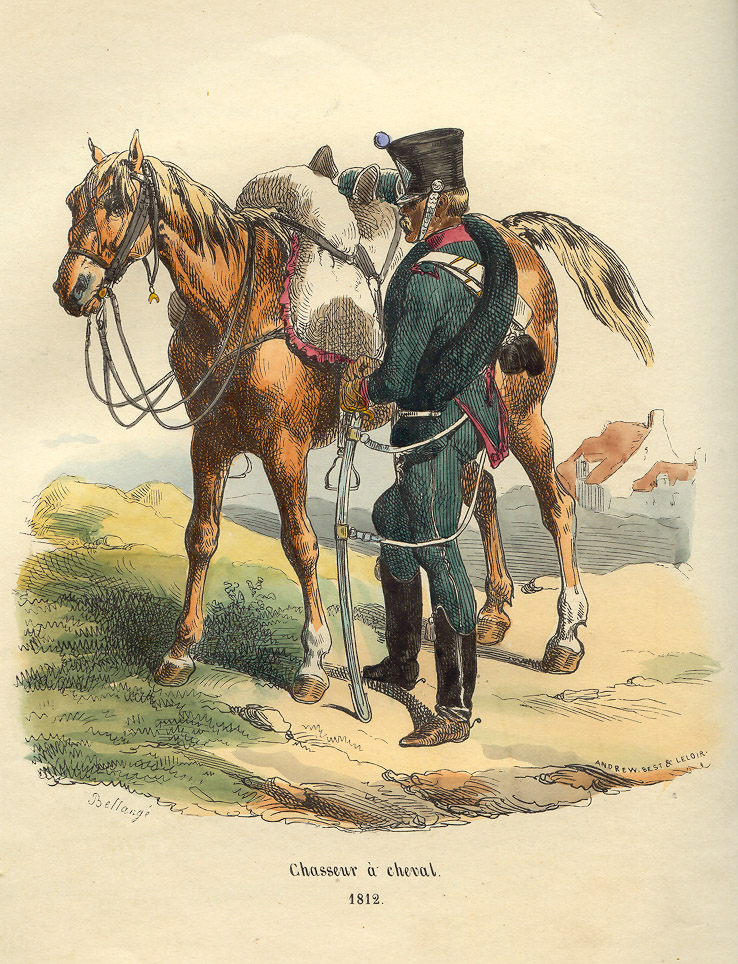
Chasseur à cheval während des Ersten Kaiserreichs

## Geschichte
Vorläufer des Regiments waren:
- das „Régiment de Nancré dragons“, aufgestellt 1675 durch Claude Antoine de Dreux
- das „Régiment des volontaires étrangers de Clermont-Prince“, aufgestellt 1758 durch Louis de Bourbon-Condé, comte de Clermont
- 1779: Umwandlung der beiden Regimenter in das „4e régiment de chasseurs à cheval“[A 1]
- 1788: Umbenennung in „Régiment des chasseurs à cheval de Franche-Comté“
- 1791: Umbenennung in „4e régiment de chasseurs à cheval“ unter dem Kommando von Colonel Maumigny de Verneuil
- 1814: Umbenennung in „Régiment des chasseurs à cheval de Monsieur“
- 1815: Wiederaufstellung als „4e régiment de chasseurs à cheval“
- 1815: Auflösung
- 1816: Aufstellung als „Chasseurs à cheval d’Ariège“
- 1825: Umbenennung in „4e régiment de chasseurs à cheval“
- 1831: Auflösung und Wiederaufstellung als „4e régiment de chasseurs à cheval“
- 1921: Auflösung
- 1939/1940: Wiederaufstellung als „4e régiment de chasseurs à cheval“ und Umbenennung am 2. Februar in „4e régiment d’automitrailleuses“ (4. Panzerwagenregiment).
- 1940: Auflösung
- 1954: Am 1. Juli 1954 wurde die Einheit als das „4e régiment de chasseurs“ wieder aufgestellt. Es erhielt den Status eines Aufklärungsregiments und wurde der „14e division d’infanterie“ (14. Infanteriedivision) zugewiesen. Diese war für den Einsatz in Indochina vorgesehen.

## Garnisonen
- 1848–1850: Libourne
- 1882: Bruyères
- 1887: Saint Germain en Laye
- 1894–1921: Marseille?, Épinal
- 10.–30. Juli 1940: Vic-le-Comte
- 1.–19. Juli 1954: Reutlingen
- Mai 1954–1955: in Tunesien in der Region Bou Ficha, dann in der Region Kaïrouan
- Mai 1955–Januar 1960: Algerien (Stab in Chelghoum Laïd, Escadrons in Aïn M’lila und Oued-Athménia)
- Januar 1960–Juli 1962: Algerien (Region Lamy, dann Kouif)
- Juli–Oktober 1962: Algerien (Region Tebessa, dann Morsott)
- Oktober 1962–Februar 1963: Algerien (Region La Calle, Stab in Combes)
- 10. Februar 1963–30. Juni 1983: Béligneux (Valbonne, 27e DA)
- 1. Juli 1983: Gap

## Mestres de camp/Colonels/Chefs de brigade
Mestre de camp war die Rangbezeichnung für den Regimentsinhaber und/oder den tatsächlichen Kommandeur. Sollte es sich bei dem Mestre de camp um eine Person des Hochadels handeln, die an der Führung des Regiments kein Interesse hatte (wie z. B. der König oder die Königin), so wurde das Kommando dem Mestre de camp-lieutenant (oder Mestre de camp en second) überlassen. Die Bezeichnung „Colonel“ wurde von 1791 bis 1793 und ab 1803 geführt, von 1793 bis 1803 verwendete man die Bezeichnung Chef de brigade. Ab 1791 gab es keine Regimentsinhaber mehr.
- als Nancré-dragons

1676: Mestre de camp de Bursard
1681: Mestre de camp de Philibert-Emmanuel de Froulay de Tessé
1692: Mestre de camp de Sennectère
1705: Mestre de camp de Belabre
1727: Mestre de camp de Plébo
1729: Mestre de camp de Nicolaï, ab 1731 dessen Bruder Antoine Chrétien de Nicolaï (1712–1777)
1744: Mestre de camp de Bartillat
1748: Mestre de camp d’Apchon
- als Volontaires de Clermont-Prince

1761: Mestre de camp de Nicolaï
1763: Mestre de camp de Lanan
1782: Mestre de camp Étienne Narcisse de Durfort

### Revolution und Erstes Kaiserreich

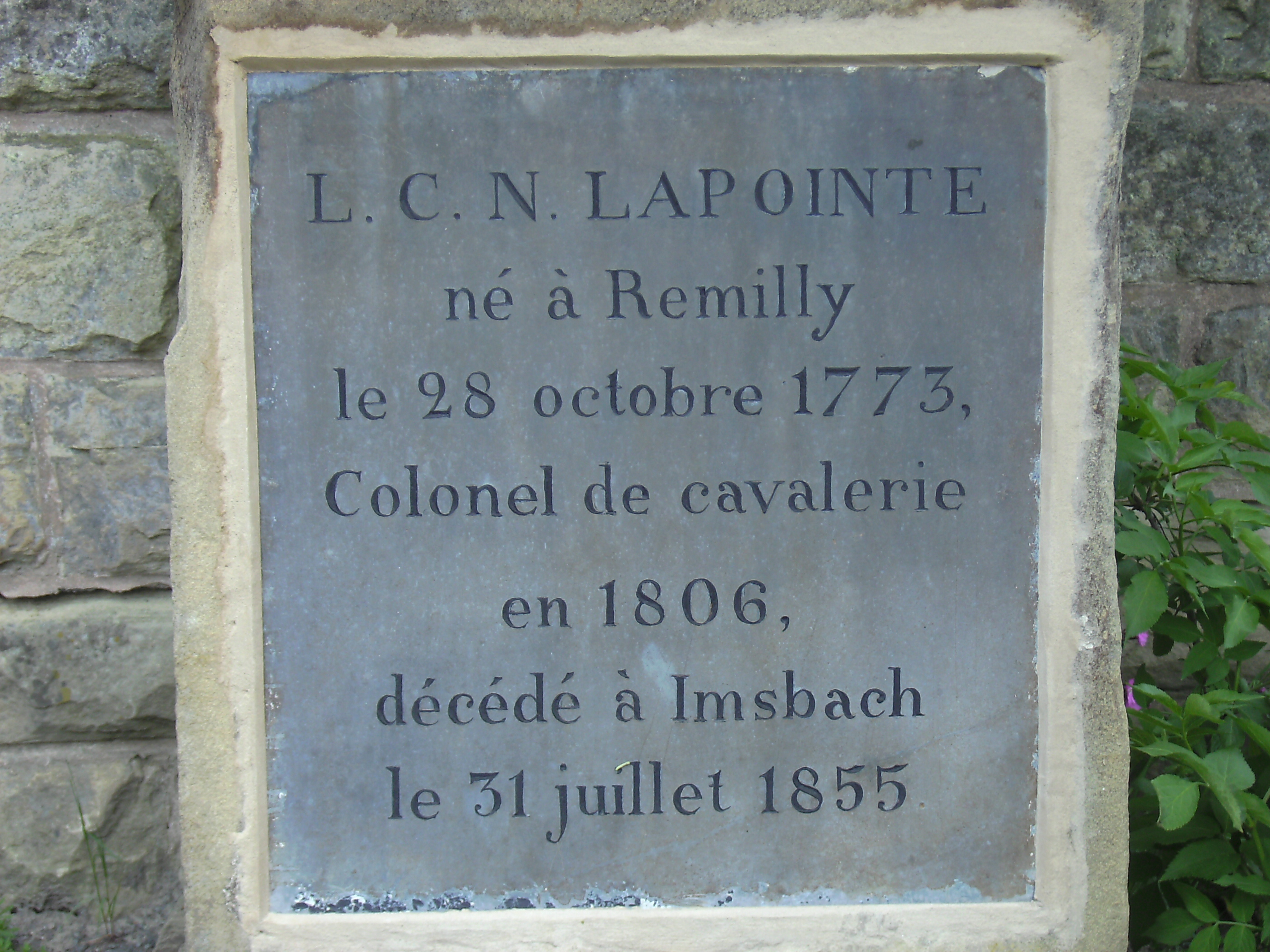
Hofgut Imsbach: Gedenkplatte von Charles Louis Narcisse Lapointe, 1807 Colonel des Regiments

1791: Colonel de Verneuil, Paul Maumigny
1791: Colonel de Jobal, Joseph François
1792: Colonel de Cadignan, Jean Baptiste Dupleix
1792: Colonel de Rossi, Hyacinthe Étienne Antoine Alexandre
1793: Chef de brigade Bregeot, Claude Hyacinthe
1794: Chef de brigade Scalfort, Nicolas Joseph
1802: Chef de brigade (1803 Colonel) Bruguière, Claude Denis Noël
1806: Colonel Lambert, Urbain François
1807: Colonel Lapointe, Charles Louis Narcisse
1809: Colonel Boulnois, Louis Jacques François
1813: Colonel de Villeneuve de Vence, Clément Louis Helion
1815: Colonel Desmichels, Louis Alexis
1815: Colonel Clary, François Joseph Marie
- Drei Offiziere des Regiments erreichten den Rang „Général de Brigade“

Scalfort, Nicolas Joseph
Lambert, Urbain François
Boulnois, Louis Jacques François
- Bei Kämpfen getötete oder verletzte Regimentskommandeure

Colonel Bruguière: gefallen am 28. Oktober 1806
Colonel Boulnois: verwundet am 14. und am 19. August 1812
Colonel de Vence: verwundet am 18. und am 20. Oktober 1813
- Zahl der zwischen 1805 und 1815 getöteten oder verwundeten Offiziere

gefallen: 21
an der Verwundung gestorben: 1
verwundet: 48

#### 4erégiment de chasseurs à cheval
1907: Colonel Labry de Monpoly
1914: Colonel Arthuis

#### 4erégiment d’automitrailleuses
1939: Lieutenant-colonel Grevy

#### 4erégiment de chasseurs
1957: Colonel Alain de Boissieu
1958: Colonel de Saint Germain
1960: Colonel Mirabeau
1961: Colonel Raiffaud
1966: Lieutenant-colonel Tilly
1971: Colonel Provensal
1973: Colonel Basteau
1975: Colonel Codet
1977: Colonel Iliou
1979: Colonel Lajouanie
1981: Colonel Barreau
1983: Colonel Dubost
1985: Colonel Peltier
1987: Colonel Pernet
1989: Colonel Fleuriot
1991: Colonel Dupety
1993: Colonel Langlois
1995: Colonel Epitalon
1997: Colonel Chefson
1999: Colonel de Langlois
2001: Colonel Barrau
2003: Colonel Lockhart
2005: Colonel Kolodziej
2007: Colonel Lemaire
2009: Colonel de Brebisson
2011: Colonel de Courrèges
2013–2015: Colonel Armel Dirou
2015–2017: Colonel Jean-Jacques Fatinet
2017–2019: Colonel Pierre de Thieulloy

## Gefechtskalender

### Ancien Régime
- 1684: Belagerung von Luxemburg
- 1688–1697: Pfälzischer Erbfolgekrieg
- 1701–1710: Spanischer Erbfolgekrieg
- 1733–1735: Polnischer Erbfolgekrieg
- 1740–1748: Österreichischer Erbfolgekrieg
- 1756–1763: Siebenjähriger Krieg

### Revolution/Erstes Kaiserreich
- 1792: bei der Armée du Midi
- 1793: Zweite Schlacht bei Weißenburg. Bei der Kapitulation des Fort Vauban in Alès wurde nahezu das ganze Regiment von den österreichischen Truppen gefangen genommen.
- 1796: Ein Gefangenenaustausch ermöglicht die Wiederaufstellung des Regiments, welches der „Armée de Rhin-et-Moselle“ zugeteilt wurde und an der Schlacht bei Biberach teilnahm.
- 1796–1797: Zuweisung zur Armée d’Italie (Italienarmee) mit der Teilnahme am Italienfeldzug (1796–1797)
- 1797–1798: Einsatz zur Niederschlagung des Aufstandes der Vendée
- 1799: bei der „Armée du Nord“ (auch „Batavische Armee“ genannt)
- 1800: Italienfeldzug unter dem Kommando von Chef de brigade Jean-Auguste Carrié de Boissy
- 1803: Verlegung nach Martinique
- 1805: bei der „Armée d’Italie“: Schlacht bei Caldiero
- 1806–1807: Feldzug gegen Preußen und Polen
- 1812: Feldzug nach Russland: Schlacht bei Borodino, Schlacht an der Beresina
- 1813: Feldzug in Deutschland: Völkerschlacht bei Leipzig
- 1814: Feldzug in Frankreich
- 1815: Feldzug nach Belgien: Schlacht bei Ligny, Schlacht bei Waterloo

Nach dem endgültigen Sturz von Napoleon I. wurde das Regiment aufgelöst und die Reiter dem „21e bataillon de chasseurs à pied“ (21. Bataillon Jäger zu Fuß) zugeteilt.

### Restauration
- 1823: Französische Invasion in Spanien
- 1840: Eroberungsfeldzug in Algerien

### Zweites Kaiserreich
- 1854–1859: Eroberungsfeldzug in Algerien
- 1859: Sardinischer Krieg
- 1864–1868: Eroberungsfeldzug in Algerien

Während des Deutsch-Französischen Krieges war das Regiment der Armée du Rhin (Rheinarmee) zugeteilt: Schlacht bei Spichern

### 1871–1914
- 1871–1873: in Camp de Graves, Abbeville, Amiens
- 1873–1885: in Saint-Omer
- 1885–1914: in Compiègne

### Erster Weltkrieg
- Bei Kriegsausbruch lag das Regiment in Épinal, es gehörte zur „2e brigade de cavalerie légère“ (2. Leichte Kavalleriebrigade). Diese war Teil des „21e corps d’armée“ (21. Armeekorps) in der „1re Armée“ (1. Armee).
- Für die Jahre 1916/17 liegen keine gesicherten Angaben über Kampfeinsätze vor.

#### 1914
7.–30. August: Besetzung des Col de Bonhomme, von Sainte Marie und Saales
25. August–4. September: Kämpfe am Col de la Chipotte, bei Hans, Urbeis und am Donon
6.–13. September: Erste Marneschlacht

#### 1915
- Kämpfe im Artois

#### 1918
- Kämpfe an der Aisne

### Zwischenkriegszeit
Im Jahre 1921 wurde das Regiment aufgelöst.

### Zweiter Weltkrieg
- Feldzug in Frankreich:

Am 3. Februar 1940 wurde das „4e régiment de chasseurs à cheval“ in „4e régiment d’automitrailleuses“ (4e RAM) umbenannt. Unter dem Kommando des Lieutenant-colonel Grevy wurde das Regiment Aufklärungseinheit für die „4e division légère de cavalerie“ (4. Leichte Kavalleriedivision) und gehörte mit dieser zur „14e brigade légère motorisée“ (14. Leichte motorisierte Brigade). Es kämpfte in der Champagne, in Burgund und südlich der Loire. Bei Abschluss des Waffenstillstandes war das Regiment nur zwei Monate im wirklichen Einsatz gewesen, hatte jedoch 795 Männer (darunter 29 Offiziere) verloren. Am 10. Juli 1940 wurde das „4e régiment de chasseurs à cheval“ innerhalb der Vichy-Armee nochmals neu aufgestellt, jedoch bereits zum Ende des Monats wieder aufgelöst.

### Seit 1954
Am 1. Juli 1954 wurde das vormalige „4e régiment de chasseurs à cheval“ als „4e régiment de chasseurs“ neu aufgestellt. Es ist wieder ein Aufklärungsregiment und wurde der „14e division d’infanterie“ zugewiesen. Diese sollte ursprünglich in Indochina eingesetzt werden, wurde aber dann nach Tunis verlegt. Zwischen 1954 und 1955 war das Regiment in Tunesien hauptsächlich mit der Erhaltung der militärischen Infrastruktur beschäftigt. Am 14. Oktober 1962 verließ die größte gepanzerte Einheit der französischen Armee in Algerien das Land und kehrte nach Frankreich zurück.
Das Regiment bezog im Februar 1963 seine Garnison in „La Valbonne dans l’Ain“ in der Kaserne „Quartier Maréchal des Logis de Langlade“. Im Jahre 1983 verlegte man es nach Gap in die Kaserne „Quartier Général Guillaume“, die zu diesem Zeitpunkt eine der modernsten Kasernen Europas war.

## Ausrüstung
Das Regiment verfügt über:
- ? AMX-10 RCR
- 36 ERC-90 Sagaie[A 2]
- 20 Véhicules de l’avant blindés (VAB)
- 72 Véhicules Blindés Légers (VBL)
- 2 BV 206 D/S
- 8 Schneemobile
- 6 Aérospatiales SA 341/342
- sowie mehrere ungepanzerte Transportfahrzeuge (Renault GBC 180, Renault TRM 2000, Peugeot P4)
- und Instandsetzungs- und Bergefahrzeuge (GBC180 Lot7, TRM10000 CLD)

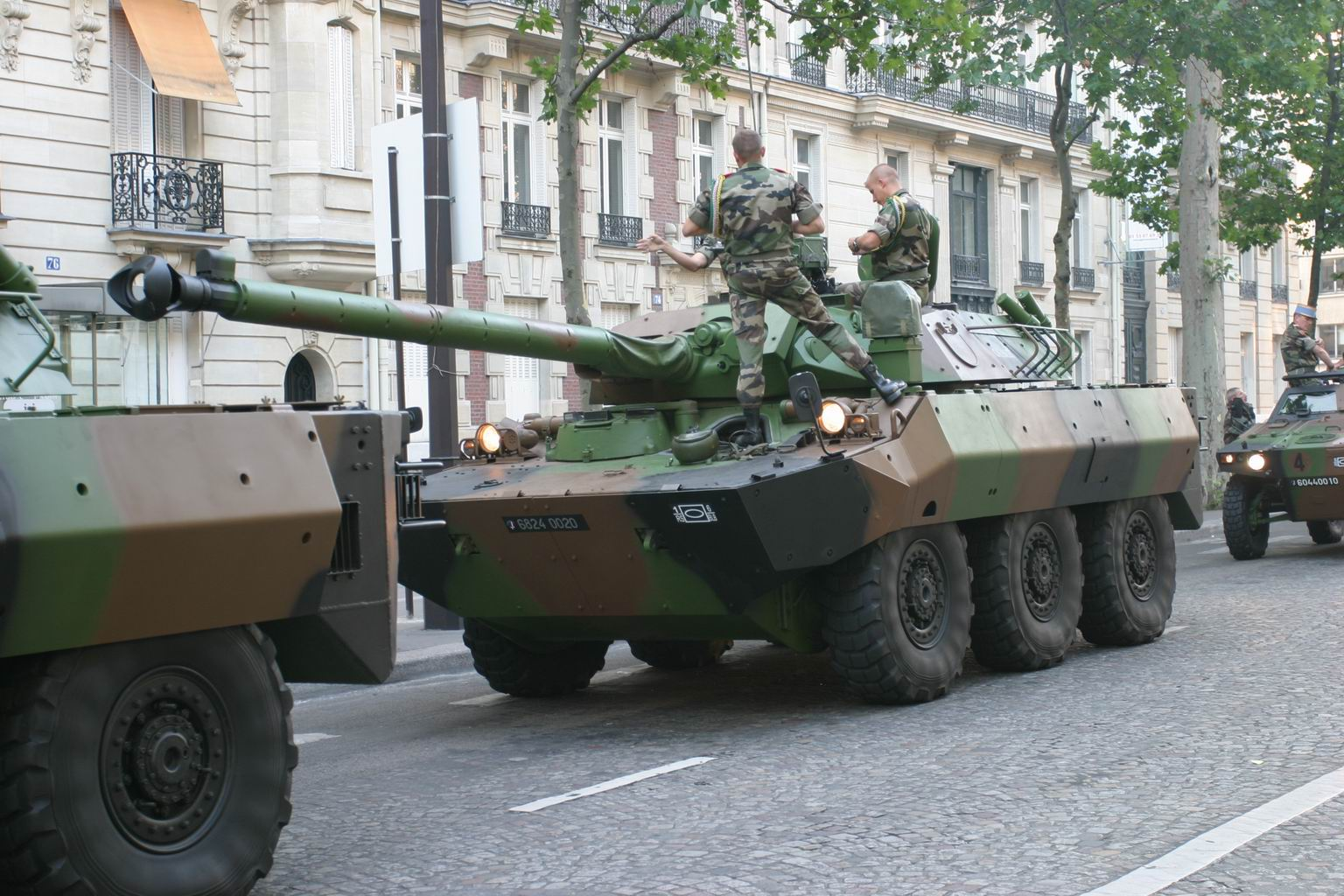
AMX-10 RCR
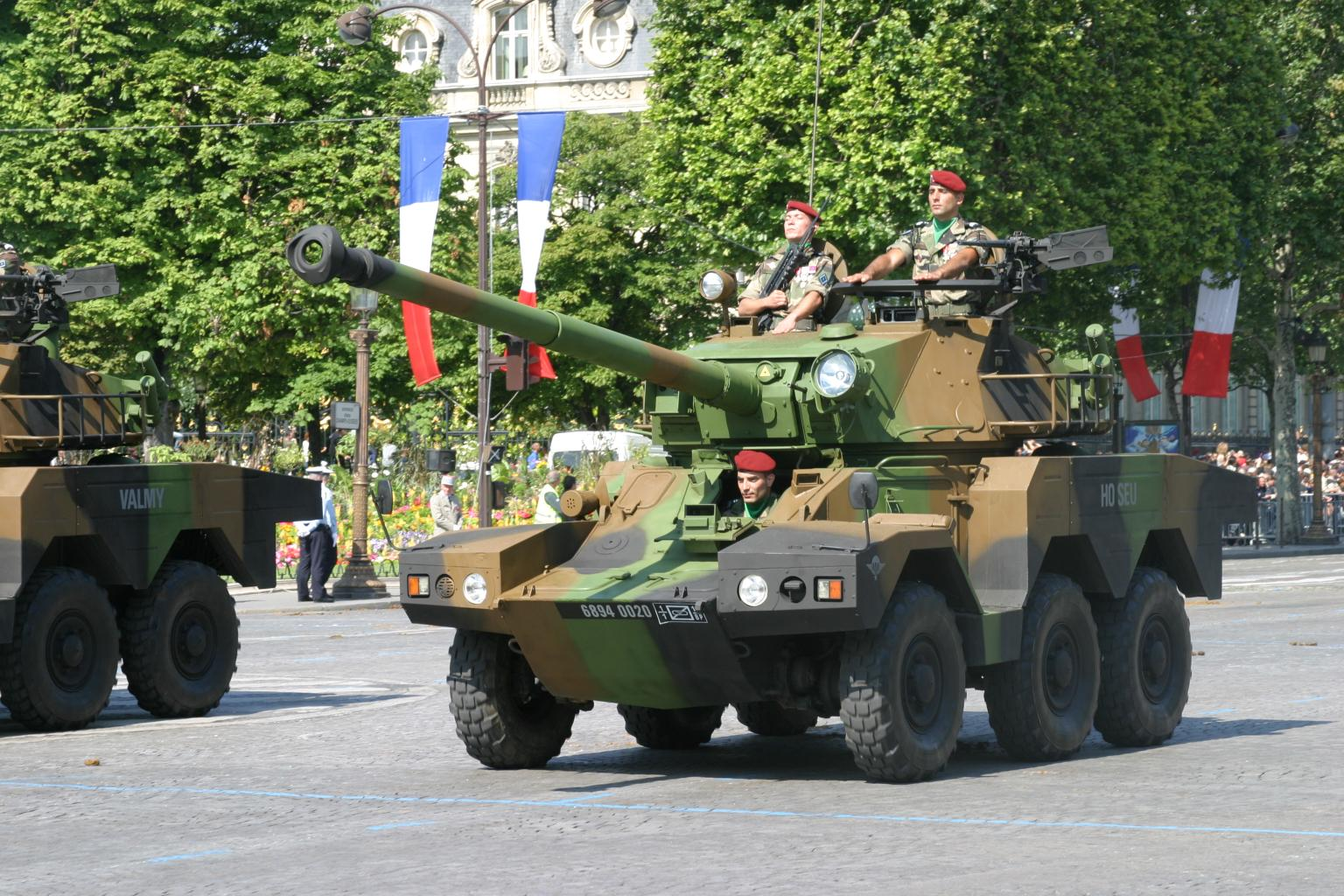
ERC-90 Sagaie
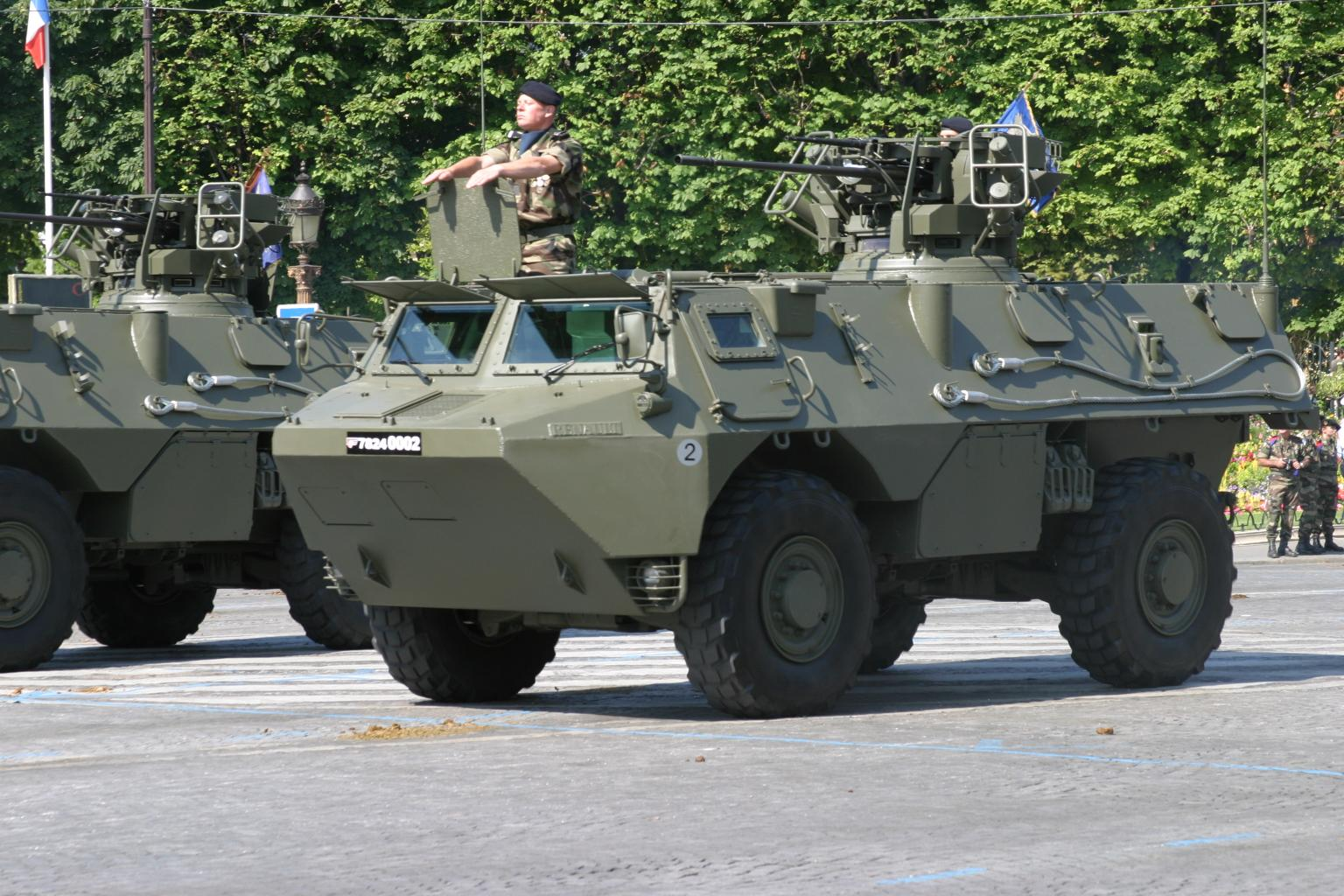
VAB T-20/13
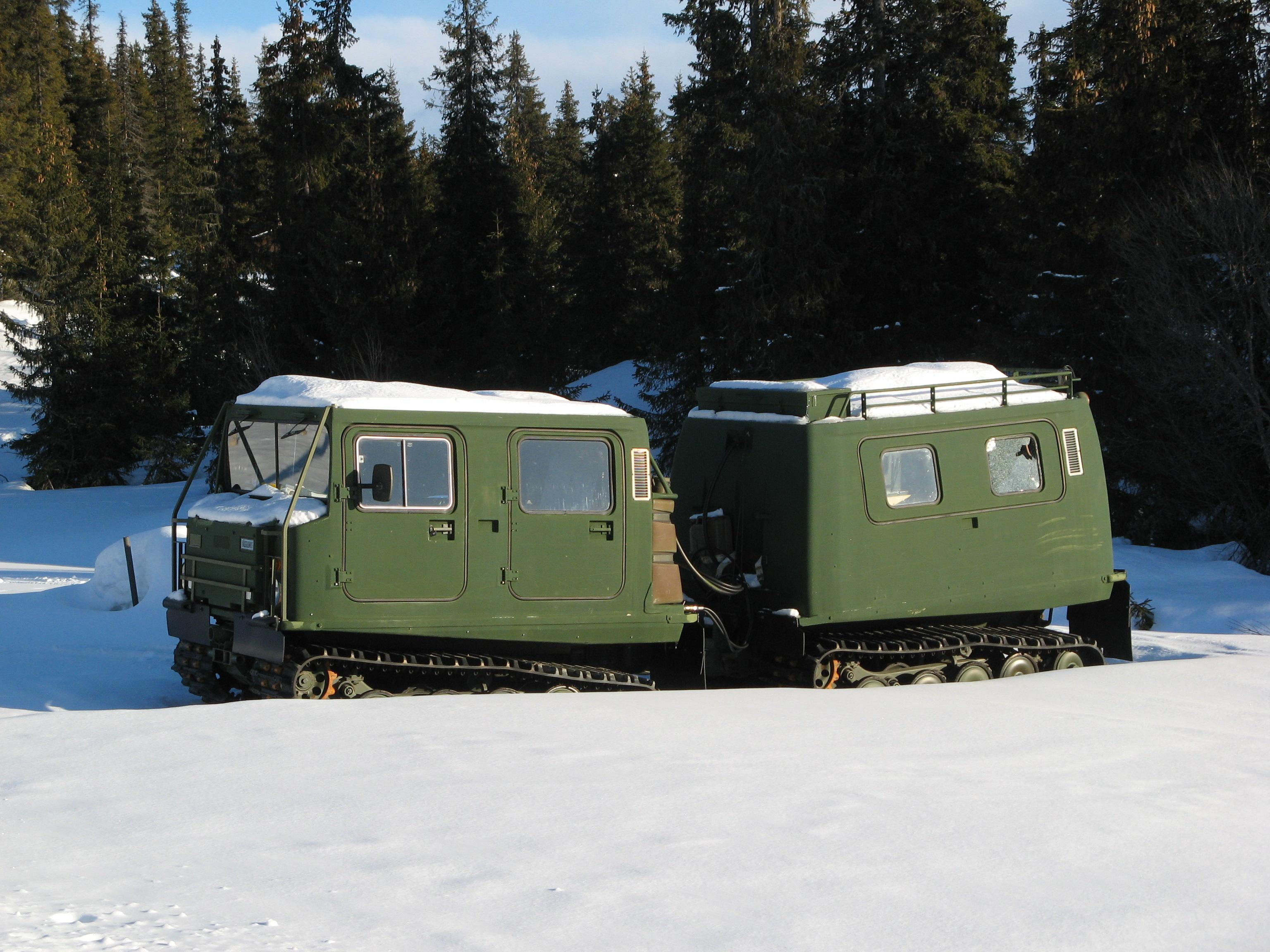
BV 206 D/S

## Aufgaben
Die Einheit ist ein leichtes Panzerregiment und der „27e brigade d’infanterie de montagne – 27e BIM“ (27. Gebirgsbrigade) unterstellt. Sie hat die Aufgaben:
schnell und präzise gewaltsame Aufklärung durchzuführen
operative Räume zu sichern
Das Regiment operiert ebenfalls in Krisengebieten wie Côte-d’Ivoire, Tschad, Kosovo, Senegal. 
Weiterhin war es in Afghanistan eingesetzt; unter anderem zur Ausbildung der afghanischen Armee.

## Gliederung
- 3 gepanzerte Escadrons
- 1 Aufklärungs- und Panzerabwehrescadron
- 1 Stabs- und Versorgungsescadron
- 1 Reserveescadron

Alle geschützten Fahrzeuge des Regiments sind Radfahrzeuge. Gepanzerte Kettenfahrzeuge werden nicht eingesetzt.
Von 1965 bis 1983 war dem Regiment das gekaderte 13e régiment de chasseurs à cheval als Aufwuchsregiment unterstellt.

## Inschriften auf der Standarte
Die Standarte des Regiments trägt auf der Rückseite in goldenen Lettern die Namen der Schlachten, an denen es ehrenvoll teilgenommen hat.

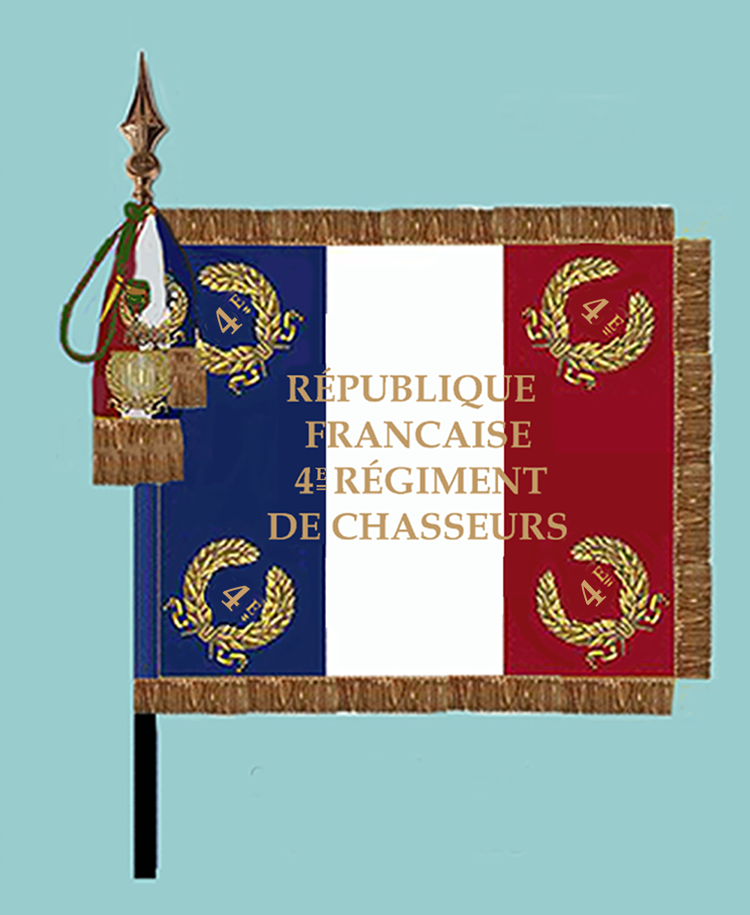
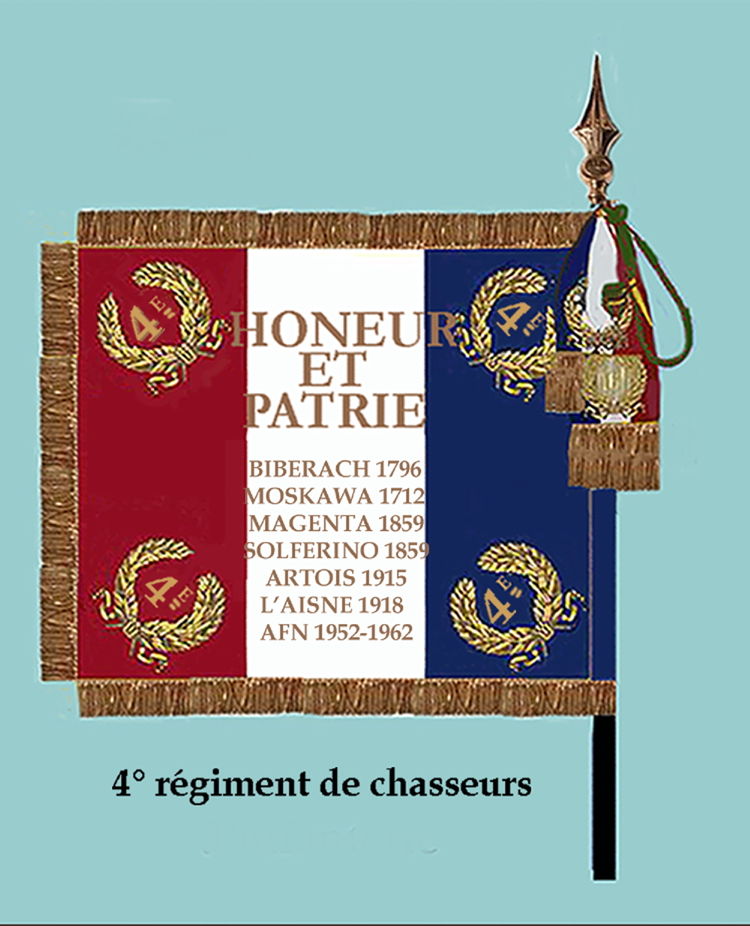

## Auszeichnungen
Das Band der Standarte ist mit dem Croix de guerre von 1914–1918 mit drei Palmenzweigen und einem silbernen Stern, dem Croix de guerre von 1939–1945 mit einem Palmenzweig sowie der Goldmedaille der Stadt Mailand dekoriert.

## Devise
Die Devise des Regiments lautet:

## Bekannte Angehörige des Regiments
- Louis Hubert Gonzalve Lyautey, Maréchal de France, im Jahr 1887 Chef der 1. Escadron
- Capitaine Xavier de Cacqueray-Valménier, gefallen an der Spitze der 3. Escadron am 28. September 1958 in Oued-Athménia
- Ismael de Lesseps, Sohn von Ferdinand de Lesseps, Brigadier in der 1. Escadron